# 星宇航空
星宇航空公司（英語：STARLUX Airlines）是中華民國一家全服務航空公司，由長榮航空前董事長張國煒於2018年創辦，於2020年1月23日正式首航澳門、峴港及檳城，目前以桃園國際機場為樞紐機場。截至2024年6月為止，星宇航空為全機隊，擁有A321neo、A330neo以及A350三款機材。2025年6月17日，星宇航空獲頒SKYTRAX授予五星級航空公司認證，為繼長榮航空之後，中華民國第二家獲此殊榮之航空公司。

## 概要

### 名稱與徽號
公司名稱「星宇」中文兩字由創辦人張國煒命名，「星」字是因張國煒父親長榮集團創辦人張榮發，在早期跑船時，還沒有GPS，都是靠著仰望星空來判斷方位。「宇」字則是張國煒自己的期許。兩字合在一起，代表該公司未來期許能飛向宇宙、沒有極限。而英文名稱命名為「STARLUX」。
航空公司無線電呼號是參考星際大戰天行者的英文拼寫「Skywalker」結合公司名稱取為「Starwalker」。
由北極星及機翼形象化，北極星代表創辦人張國煒對飛行的熱愛，及感念其已故父親張榮發的啟發與栽培。機翼為STARLUX的「S」形狀。

### 籌備背景
自從2016年1月長榮集團創辦人張榮發逝世後，任職長榮航空董事長的張國煒原本打算接下長榮集團的總裁，但在同年3月11日被拔除職位後離開長榮航空公司。同年11月30日，對外證實向中華民國經濟部商業司申請創立「星宇航空公司」，並規劃在2017年上半年向中華民國交通部民用航空局申請營運執照以及在2018年開航。2017年5月23日，經濟部商業司收到以「星宇航空」名義正式成立公司的申請書。星宇航空在2018年3月4日宣布引進13架空中巴士A321neo，並在5月2日獲准設立公司後正式成立。
2018年7月19日，星宇航空在歐洲法恩堡航展簽下17架法國空中巴士A350 XWB的購機意向書，並於2019年3月正式簽約，成為台灣航空史上最大空巴購機案例，2019年1月宣布將在隔年1月開航，並於同年9月宣布首波航點澳門、峴港和檳城將在隔年1月23日開航。2019年10月25日，星宇航空首架飛機A321neo在德國漢堡正式交機後在10月28日飛抵臺灣桃園國際機場，隨後星宇航空在12月10日獲民航局營運執照後，於2020年1月23日成功啟航。

## 硬體設施

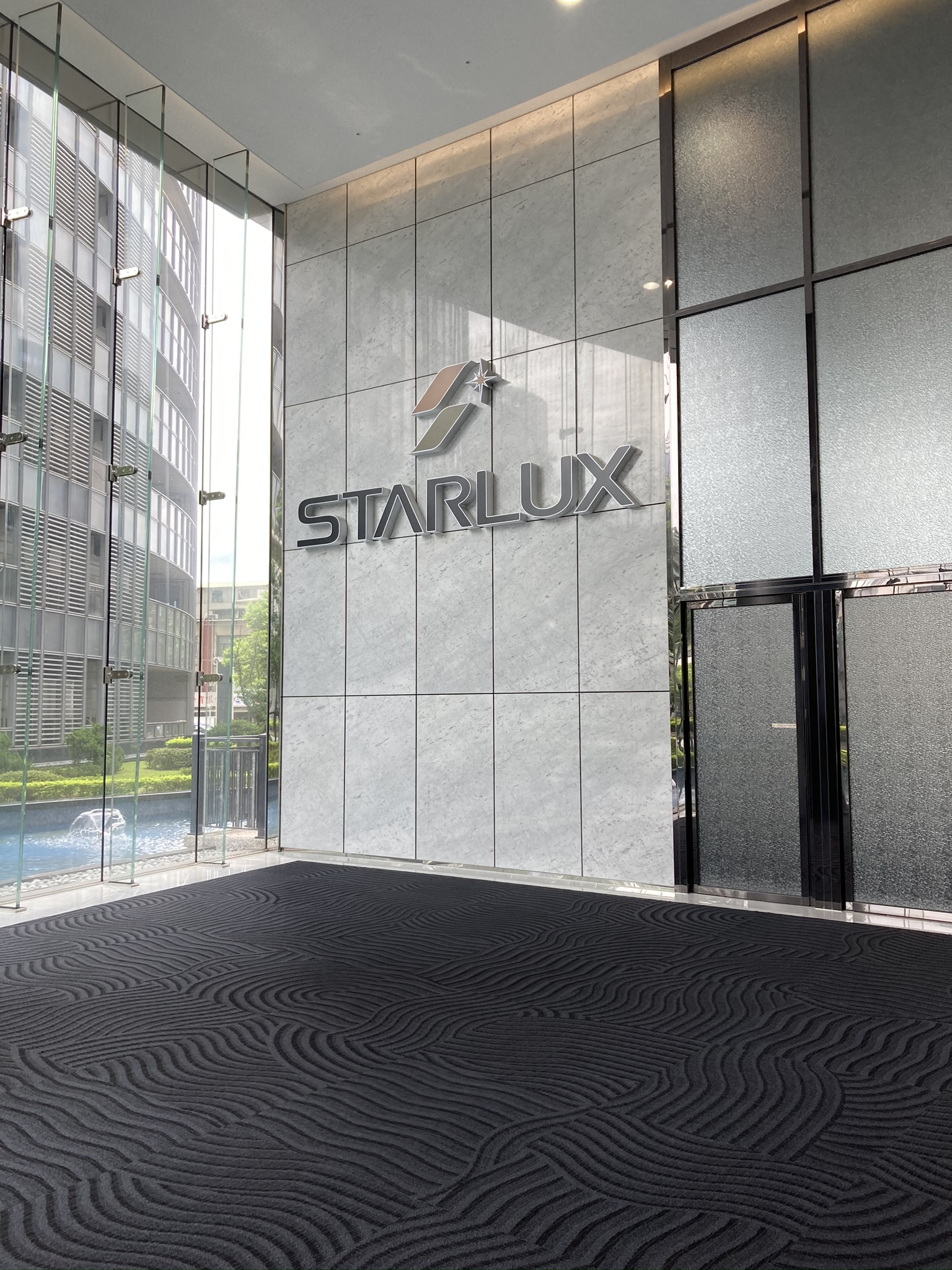
台北營運總部大廳
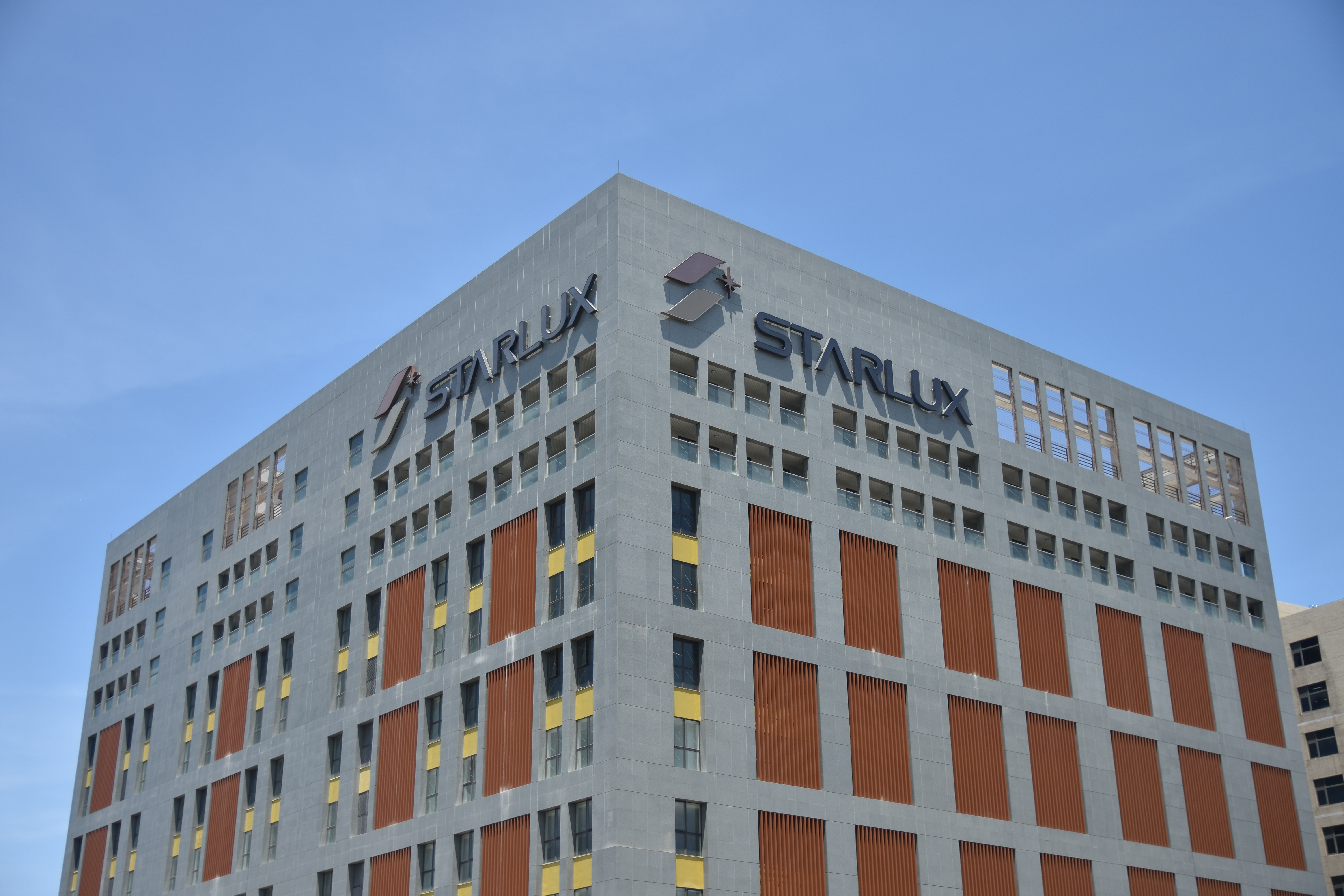
位於桃園市的星宇航空運籌中心

總部
目前使用中的星宇航空總部位於臺北內湖的台北企業總部園區，而位於桃園大園航翔路1號的星宇航空第二總部「星宇航空運籌中心」於2018年9月10日舉行動土典禮，並於2020年暑期落成啟用，內部設施包含機組員報到中心、航機24小時監控中心以及空地勤人員訓練中心，還有熱餐教室、水上逃生訓練池、滅火訓練艙、CEET模擬艙訓練區，而為了讓星宇員工能在總部內用餐及休息，星宇航空特別在總部內設置星宇大餐廳及員工宿舍。
保稅大樓
星宇航空的保税大樓主要儲放機上販賣品、服務品等，同時規劃設置機邊工務車隊維修區。
飛機修護棚廠
星宇航空所屬的飛機修護棚廠於2020年2月29日舉行動工典禮，該棚廠位於桃園機場東北角，主建物包含地下一層及地上四層，設有客機維修區、航材保税倉庫、客貨艙工作區、結構零組件及複合材料等相關維修區，而在棚廠內可容納1架空中巴士A350以及2架A321neo進場維修，此外棚廠內亦規劃1架A350及1架A321neo客機的停放空間，目前已完工。

## 員工制服
星宇航空員工首套制服由台灣設計師林尹培袞設計操刀，巧妙融合呈現宇宙星際感，又藏有經典時裝特色，繁複工法如異材質拼接、跳色、出芽、刺繡等。

## 服務

### 機上設備與服務
艙等

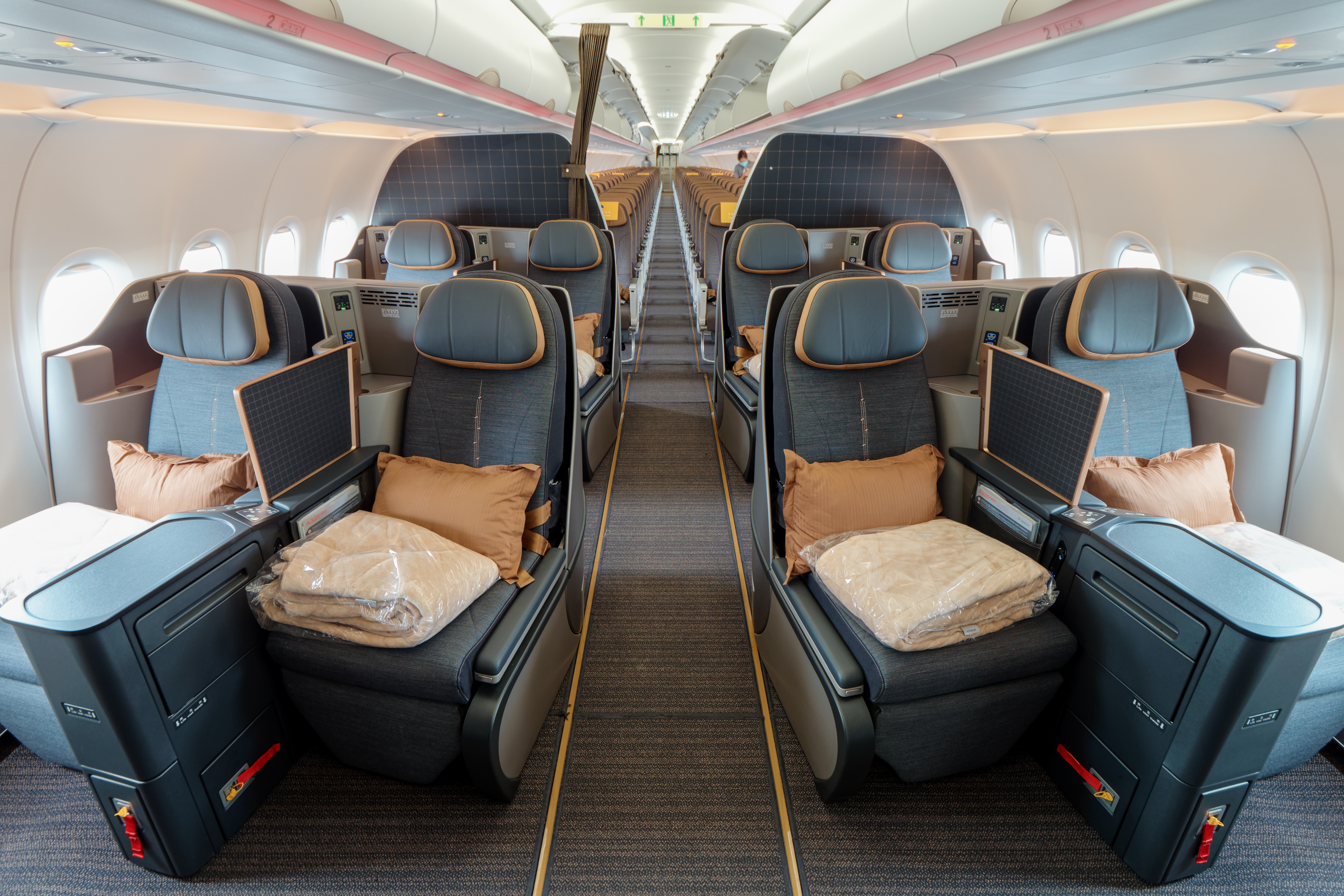
星宇航空的第三架A321neo（B-58203）客機的商務艙

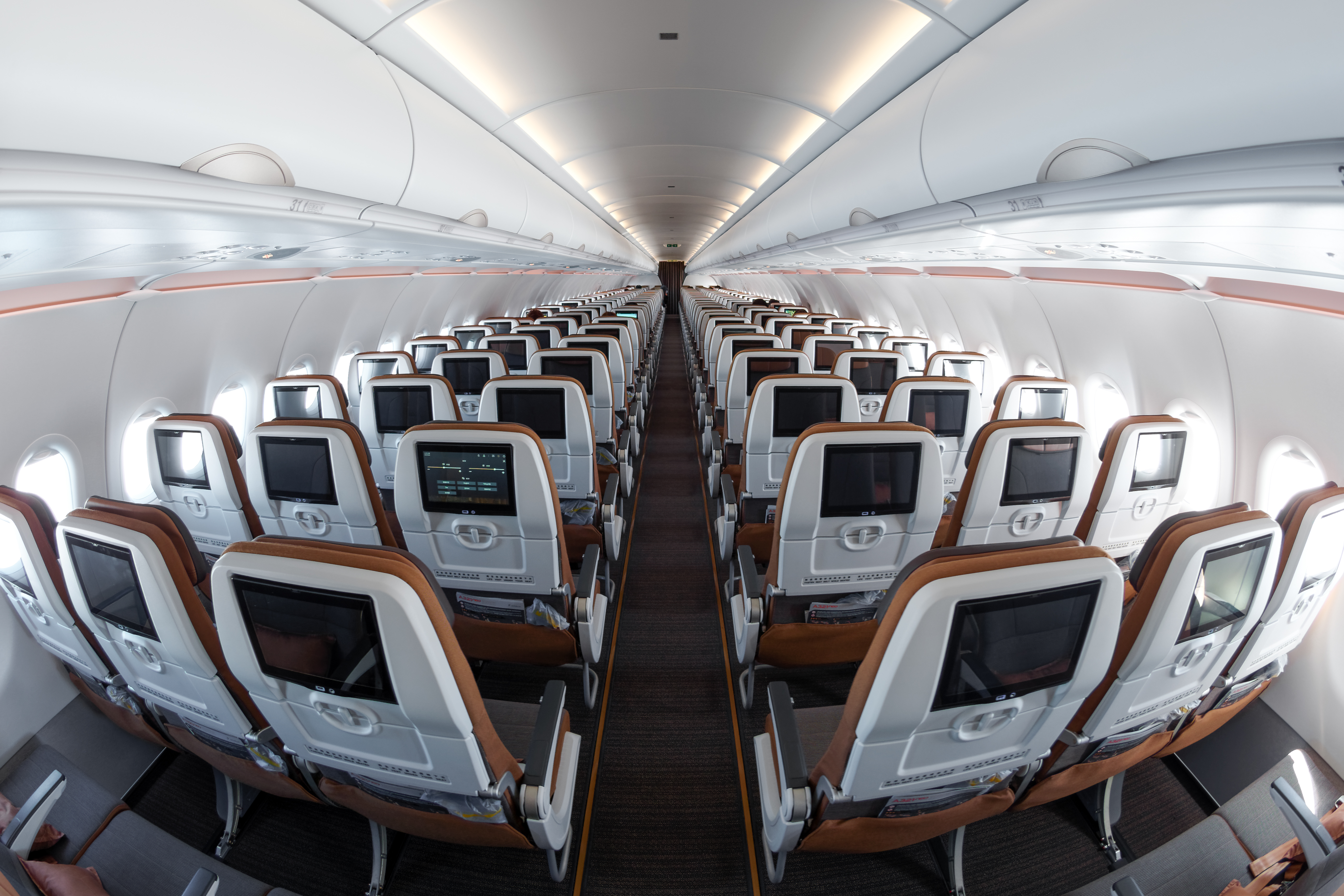
星宇航空的第三架A321neo（B-58203）的經濟艙

目前星宇航空初代內裝，全機隊均由BMW Designworks設計團隊操刀，而全機不分等級均設有「STARLUX Galactic Wi-Fi」基本服務。
營運於區域航線的空中巴士單走道A321neo客機，商務艙首先配置180度全平躺座椅，2022年交機的A330neo機隊，也採用相同的2艙等配置，商務艙採用1-2-1排列。經濟艙則採用2-4-2排列。
投入美國航線的A350機隊，全球首創全艙等採用類似波音787獨有的電子調光窗「Electronically Dimmable Windows」（Gentex公司出品），將新增豪華經濟艙，採用2-4-2排列，增設「頭等艙」，可额外享受MiniBar、專屬置物架，以及米其林主廚御膳，使用頭等艙專屬通道及頭等艙專屬接待中心等（以上為台灣航空業者於A350機隊中唯一使用此配置）。
- 乘客購買之艙等與座椅配置型號對照表
  - A321neo（8席商務艙+180席經濟艙）
    - 商務艙：Rockwell Collins Diamond
    - 經濟艙：Slimline Seats

  - A330-900neo（28席商務艙+269席經濟艙）
    - 商務艙：Safran Skylounge Core Seats
    - 經濟艙：RECARO CL3710（「大地金」色調）

  - A350-900XWB（4席頭等艙+26席商務艙+36席豪華經濟艙+240席經濟艙）、
 A350-1000XWB（4席頭等艙+40席商務艙+36席豪華經濟艙+270席經濟艙）
    - 頭等艙：Rockwell Collins Elements First
    - 商務艙：供應商同上（使用Business Class Suite等級）
    - 豪華經濟艙：RECARO PL3530
    - 經濟艙：RECARO CL3710（「質感銀」主色調）

娛樂系統
星宇航空在A321neo機隊的經濟艙及商務艙均設有分別為10.1吋及15.6吋的大螢幕，而A330neo機隊的經濟艙及商務艙設有13.3吋及17.3吋超大螢幕，至於A350 XWB機隊的頭等艙設有32吋4KTV（A330neo、A350支援無線音源）。還提供Youtube知名部落客影音頻道，還有KKBOX合作精選歌單，而且還有目的地旅遊影音單元，最初包含檳城、澳門及峴港三條首航航點為主題，後隨著航點成長，佈景主題因航點而異。
餐點
2019年12月13日星宇公佈自家的機上餐點，目前星宇航空機上餐點主要包含：蜷尾家冰品、胡同燒肉丼飯、畬室巧克力、伯蘭爵香檳（英語：Bollinger）、威塔斯茶坊（Whittard）、威石東酒莊、噶瑪蘭威士忌，及Alain Milliat無酒精葡萄果汁。頭等艙餐點與米其林三星餐廳態芮Taïrroir合作，商務艙餐點與米其林一星餐廳LONGTAILTAIPEI合作。
於桃園機場供應之餐點，經濟艙餐點先前與復興空廚合作，目前由華膳空廚及長榮空廚供應，以華膳為主（經手大部分航線）、長榮為輔（首次用於洛杉磯航線），故偶爾能見到長榮餐具在星宇客艙的情況，不過星宇表示僅是為了分散多家承包，雙方屬於採購的關係。
於台中機場供應之餐點，則由高雄空廚所供應。
雜誌
星宇航空的機上雜誌命名為「kiânn」，也就是臺語「行」的讀音，意為步行。內容主要介紹全球各地風土人文、品味美學、科普、建築、設計、時尚、美食等內容。
免稅品購物網
星宇航空的免稅品購物網命名為「bé shopping」，bé就是臺語「買」的讀音。

### 其他服務與設備
機場貴賓室
目前星宇航空有三間貴賓室「GALACTIC LOUNGE」分別位於桃園機場第一航廈出境層4樓, 桃園機場第二航廈出境大廳2樓（管制區內）以及台中機場第二航廈出境大廳3樓（管制區內）。
星宇於桃園機場第一航廈4樓的貴賓室，原為復興航空所租用的貴賓室，復興停運改由星宇進駐。
2023年4月，因應美國開航而進駐第二航廈，於原日本航空自營貴賓室「JAL Sakura Lounge」已退租之空間設立第二間貴賓室，施工期間初期因美國線專用貴賓室尚未完工，曾暫時租賃進駐東方宇逸貴賓室（Oriental Club Lounge）作為美國線商務艙貴賓室。2024年2月1日進行試營運，目前已提供曼谷、清邁、胡志明市、峴港、宿霧、新加坡及美國線旅客使用。
頭等艙專屬通道與接送
頭等艙禮賓方面，則是委託VIP通關單位-環宇商務中心（Huan Yu VIP Terminal）作為禮賓服務之頭等艙航廈，採「一條龍服務」方式通關，從星宇航空頭等艙禮賓專屬登機報到、財政部關務署海關安檢、內政部移民署證照查驗、貴賓室休息至登機作業皆於環宇商務中心一站完成，免需至桃園機場第二航廈完成登機作業，市區接送將採用BMW、Mercedes-Maybach作為星宇航空頭等艙禮賓專屬接送車隊。
另外，星宇也在美國洛杉磯國際機場，跟VIP航廈業者「P/S」合作，服務內容和流程跟桃園機場附屬的環宇商務中心類似，由美國運輸安全管理局，於獨立空間為頭等艙旅客，實施安檢和邊檢，通過後由專車開往停機坪再由專人送機。
常客獎勵計劃
星宇航空的常客獎勵計劃為卡客會員，方案名稱為COSMILE，而各等級名稱為：「TRAVELER」、「ADVENTURER」、「EXPLORER」、以及最高等級的「INSIGHTER」。

## 歷史大事記

### 開航與新冠疫情
- 2020年1月23日，星宇航空在桃園國際機場舉行首航儀式，澳門、峴港及檳城三個航點班次正式同步開航[1]。
- 2020年2月3日，因新型冠狀病毒疫情開始向外蔓延影響而宣佈取消航班[58][59]，2月12日再宣佈原訂開闢的宿霧航線將無限期延航。
- 2020年2月29日，星宇航空飛機修護棚廠舉行動土典禮。[60]
- 2020年5月15日，星宇航空執行長翟健華宣布，6月1日恢復臺北─澳門航線每週三班，同日亦恢復臺北─檳城航線每週一班，唯臺北─越南峴港航線繼續停飛至6月底，並宣布若疫情穩定，將在2020年第三季或第四開闢東南亞及日本航線，而2021年將接收12架飛機。同年8月將開辦特殊的台北-台北巡迴飛行並由張國煒執飛[61]。
- 2020年9月11日，空中巴士宣布星宇航空增租12架飛機（含8架A330-900neo、1架A350-900、3架A321neo）。[62][63][64]
- 2022年2月18日，星宇航空接收首架A330-900neo（編號B-58301），並於2022年2月19日下午5點17分飛抵台灣桃園國際機場。
- 2022年4月21日，星宇航空宣布，已在4月完成增資。[65]5月，星宇總部搬遷至內湖區[66]，繼續引進組員訓練設備與自建飛安保修體系，並沒有停止大額投資，導致一度大虧上百億元[67]，並在桃園購地，預計設立成為公司大型營運中心[68]。
- 2022年9月30日，星宇航空以每股新台幣12元登錄興櫃。[69]

- 2022年底各國新冠疫情陸續解封，而星宇租賃與購置的長程客機也陸續到貨，公司的營運與客源逐漸穩定[70]。
- 2023年，星宇开始筹办兩岸航線[71] ，4月，開拓北美航點洛杉磯，其後是年底舊金山與西雅圖，首航航班由時任董事長張國煒親自執飛，當日航機是編號B-58503的A350-900客機[72]，此航班標誌著台灣多年來，重新提供也目前唯一頭等艙服務的航空公司，航評家崔佳星更是聞訊而來，名列4席之一[73]。

- 2023年10月，因應日本航點陸續開闢，星宇航空宣布擴大招募日籍客艙組員，完訓後以東京或大阪為派遣基地，主要為來往台日國際航班旅客服務。[74]
- 2023年底，開設旗下首個重點機場，星宇公司正式宣布選址，未來在台中連開3航點[75]。3月底臺中市市長盧秀燕、立法委員蔡其昌、何欣純及台中航空站主任張瑞澍與會首航典禮，董事長張國煒宣布已先進駐第二個機場卡位，除稱讚台中航空業務浮現的潛力正待挖掘，也親自送旅客登機。[76]
- 2024年2月底，星宇航空總經理兼执行长翟健華再度赴中国大陆訪問中國民用航空局[77]。3月，星宇航空宣布招募香港職員，並於同年7月16日開辦香港航線。[78]
- 2024年6月，星宇航空計劃於2025-2026年期間加入寰宇一家聯盟，高層已開展聯盟加入的討論程序。[79]
- 2024年10月25日，星宇航空以每股20元IPO上市。

## 代碼共享協議
星宇航空與以下航空公司簽訂代碼共享協議：
- 阿拉斯加航空（寰宇一家成員）(JX7000~JX7099)
  - 鳳凰城（鳳凰城天港國際機場）
  - 聖地牙哥（聖地牙哥國際機場）
  - 鹽湖城（鹽湖城國際機場）
  - 奧斯汀（奧斯汀-伯格史東國際機場）
  - 丹佛（丹佛國際機場）
  - 達拉斯（達拉斯-沃斯堡國際機場）
  - 拉斯維加斯（哈里·瑞德國際機場）
  - 波特蘭（波特蘭國際機場）

- 阿提哈德航空
  - 阿布達比（阿布達比國際機場）
  - 布拉格（布拉格瓦茨拉夫·哈維爾國際機場）
  - 馬德里（巴拉哈斯機場）
  - 巴塞隆拿（巴塞隆拿國際機場）

- 美國航空（寰宇一家成員）

## 航點
星宇航空定期航點開航日期如下：
| 星宇航空開航日期一覽表（2024年3月） | 星宇航空開航日期一覽表（2024年3月） | 星宇航空開航日期一覽表（2024年3月） | 星宇航空開航日期一覽表（2024年3月） | 星宇航空開航日期一覽表（2024年3月） | 星宇航空開航日期一覽表（2024年3月）      |
| 國家或地區                          | 航點                                | 機場                                | IATA                                | ICAO                                | 開航日期                                 |
| ----------------------------------- | ----------------------------------- | ----------------------------------- | ----------------------------------- | ----------------------------------- | ---------------------------------------- |
| 中華民國                            | 臺北                                | 桃園國際機場                        | TPE                                 | RCTP                                | 2020年1月23日（起始樞紐機場）            |
| 中華民國                            | 臺中                                | 臺中國際機場                        | RMQ                                 | RCMQ                                | 2024年3月31日（台灣第二座入駐機場）      |
| 澳門                                | 澳門                                | 澳門國際機場                        | MFM                                 | VMMC                                | 桃園：2020年1月23日 臺中：2024年3月31日  |
| 香港                                | 香港                                | 香港國際機場                        | HKG                                 | VHHH                                | 桃園：2024年7月16日                      |
| 日本                                | 大阪                                | 關西國際機場                        | KIX                                 | RJBB                                | 桃園：2020年12月15日                     |
| 日本                                | 東京                                | 成田國際機場                        | NRT                                 | RJAA                                | 桃園：2020年12月16日                     |
| 日本                                | 福岡                                | 福岡國際機場                        | FUK                                 | RJFF                                | 桃園：2022年2月17日                      |
| 日本                                | 札幌                                | 新千歲機場                          | CTS                                 | RJCC                                | 桃園：2022年10月28日                     |
| 日本                                | 沖繩                                | 那霸國際機場                        | OKA                                 | ROAH                                | 桃園：2022年10月28日 臺中：2024年12月2日 |
| 日本                                | 仙台                                | 仙台機場                            | SDJ                                 | RJSS                                | 桃園：2023年4月1日                       |
| 日本                                | 熊本                                | 熊本機場                            | KMJ                                 | RJFT                                | 桃園：2023年9月1日                       |
| 日本                                | 名古屋                              | 中部國際機場                        | NGO                                 | RJGG                                | 桃園：2023年12月1日                      |
| 日本                                | 函館                                | 函館機場                            | HKD                                 | RJCH                                | 桃園：2024年2月1日                       |
| 日本                                | 高松                                | 高松機場                            | TAK                                 | RJOT                                | 臺中：2024年3月31日                      |
| 日本                                | 神戶                                | 神戶機場                            | UKB                                 | RJBE                                | 桃園、臺中：2025年4月18日                |
| 日本                                | 宮古島                              | 下地島機場                          | SHI                                 | RORS                                | 桃園：2025年8月22日（預計）              |
| 越南                                | 峴港                                | 峴港國際機場                        | DAD                                 | VVDN                                | 桃園：2020年1月23日 臺中：2024年4月2日   |
| 越南                                | 胡志明市                            | 新山一國際機場                      | SGN                                 | VVTS                                | 桃園：2021年5月13日                      |
| 越南                                | 河內                                | 內排國際機場                        | HAN                                 | VVNB                                | 桃園：2023年1月13日                      |
| 越南                                | 富國島                              | 富國國際機場                        | PQC                                 | VVPQ                                | 桃園：2024年7月1日 臺中：2024年10月27日  |
| 马来西亚                            | 檳城                                | 檳城國際機場                        | PEN                                 | WMKP                                | 桃園：2020年1月23日(2025年3月30日起停航) |
| 马来西亚                            | 吉隆坡                              | 吉隆坡國際機場                      | KUL                                 | WMKK                                | 桃園：2021年1月5日                       |
| 泰國                                | 曼谷                                | 蘇凡納布國際機場                    | BKK                                 | VTBS                                | 桃園：2020年12月1日                      |
| 泰國                                | 清邁                                | 清邁國際機場                        | CNX                                 | VTCC                                | 桃園：2024年1月18日                      |
| 印度尼西亞                          | 雅加達                              | 蘇加諾－哈達國際機場                | CGK                                 | WIII                                | 桃園：2024年9月1日                       |
| 新加坡                              | 新加坡                              | 樟宜國際機場                        | SIN                                 | WSSS                                | 桃園：2021年9月23日                      |
| 菲律賓                              | 馬尼拉                              | 尼諾伊·艾奎諾國際機場               | MNL                                 | RPLL                                | 桃園：2021年7月8日                       |
| 菲律賓                              | 宿霧                                | 宿霧國際機場                        | CEB                                 | RPVM                                | 桃園：2023年1月17日                      |
| 菲律賓                              | 克拉克                              | 克拉克國際機場                      | CRK                                 | RPLC                                | 桃園：2023年8月15日                      |
| 美国                                | 洛杉磯                              | 洛杉磯國際機場                      | LAX                                 | KLAX                                | 桃園：2023年4月26日                      |
| 美国                                | 舊金山                              | 舊金山國際機場                      | SFO                                 | KSFO                                | 桃園：2023年12月16日                     |
| 美国                                | 西雅圖                              | 西雅圖國際機場                      | SEA                                 | KSEA                                | 桃園：2024年8月16日                      |
| 美国                                | 安大略                              | 安大略國際機場                      | ONT                                 | KONT                                | 桃園：2025年6月2日                       |
| 美国                                | 鳳凰城                              | 鳳凰城天港國際機場                  | PHX                                 | KPHX                                | 桃園：2026年1月15日（預計）              |

## 機隊

### 機隊歷程
星宇航空在2019年3月宣布將在開航時執飛17架空中巴士飛機，其中包括5架A350-900和12架A350-1000來執飛歐洲和北美以及亞洲選定目的地的航線，在後來計劃中添加10架A321neo，並為其亞洲航線提供服務，不過在同年11月決定將四架A350-1000訂單更換為四架A350-900，因此自2020年初以來，其A350的訂單數量變更為9架A350-900和8架A350-1000。
星宇航空還考慮過將空中巴士A330neo添加到其機隊中，因此在2020年9月10日訂購8架空中巴士A330-900飛機，以及另外三架A321neo和一架租賃A350-900飛機以處理積壓訂單。另外在2020年9月宣布其空中巴士A350飛機將配備頭等艙，綜合以上的購機計劃，星宇航空成為第一家營運空中巴士A321neo和A330-900的台灣航空公司。
2022年10月，星宇航空在法國圖盧茲的空中巴士總部接收了第一架A350-900，並由董事長張國煒親自駕機返台，抵台後成為第一家接收新一代空中巴士A350飛機的航空公司，其特點有更寬的客艙和電子著色窗戶。

### 現役機隊
目前星宇航空採用之飛機皆為空中巴士製造的飛機，且全機隊標配駕駛艙窗戶之窗櫺「A350 XWB墨鏡」圖案式樣。有趣的是，其註冊編號打破台湾航空業界傳統，末碼直接使用「4」而並非如華航、長榮航空以「5」替代，成為台灣唯一末碼使用「4」的航空公司，對此官方表示「國際航空公司在飛機編號都不會跳過4，星宇航空也不作忌諱，未來機身編號都不會刻意避開。」
截至2025年4月，星宇航空機隊平均機齡約2.7年，詳細資料如下：

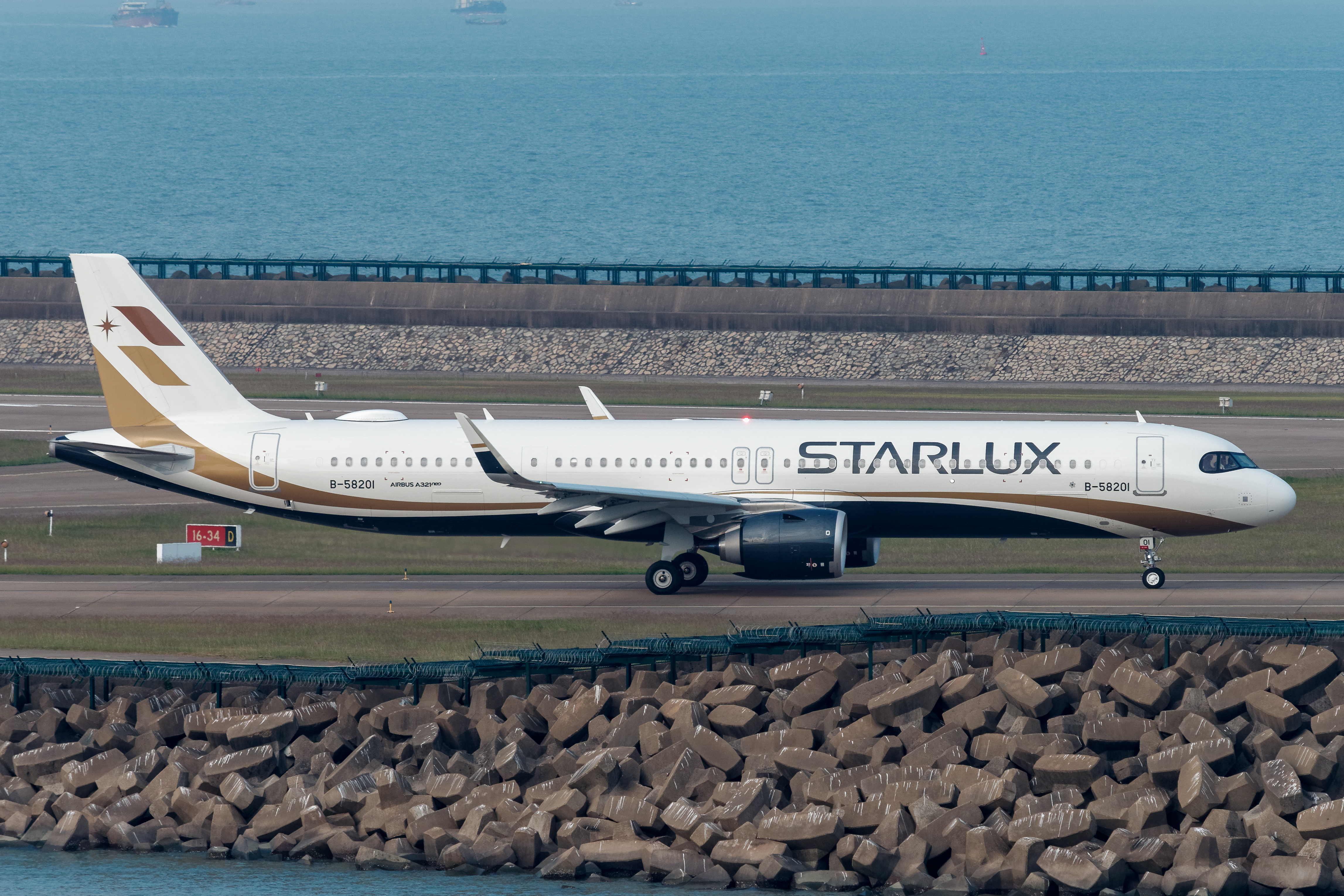
空中巴士A321neo
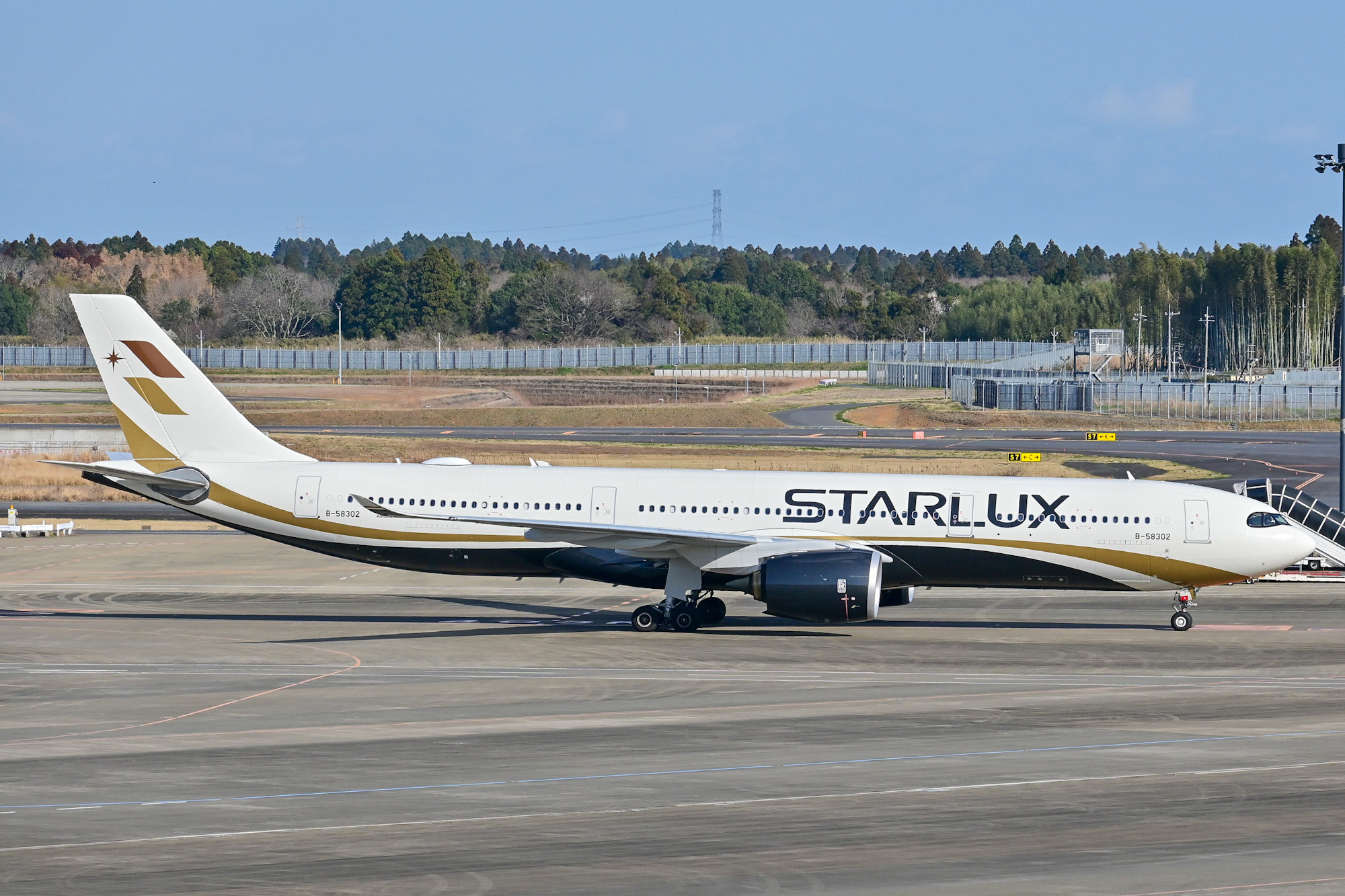
空中巴士A330-900
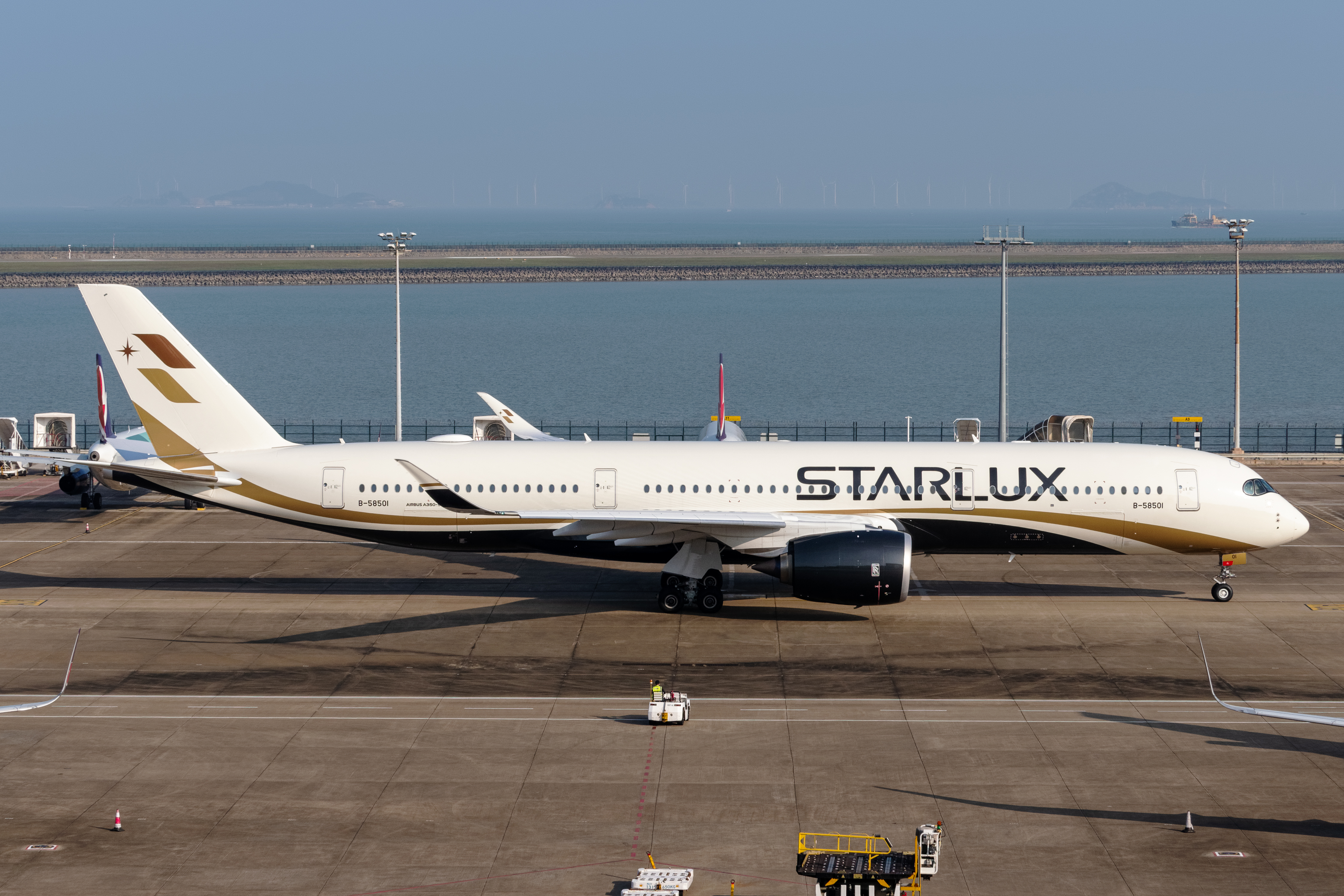
空中巴士A350-900

### 未來評估採購機型
- 空中巴士A321-253NY（A321XLR）

- 波音777X
- 波音787夢幻客機

### 機型分類註冊編號
A321-252NX（A321neo）
- B-58201 ～ B-58219（註冊範圍：B-582xx）

A330-941N
- B-58301 ～ B-58311（註冊範圍：B-583xx）

A350 系列
- A350-941XWB：B-58501 ～ B-58510
- A350-1041XWB：B-58551 ～ B-58568
- A350F（貨機）：B-58581 ～ B-58590

（註冊範圍：B-585xx）

### 特別塗裝

#### 即將上線的彩繪客機塗裝
- 星宇航空 A350-1000 專屬碳纖維彩繪機：A350-1041 （B-58551）[99]
  - 尾翼碳纖維 + 白色星宇商標 + 黑色 1000 字樣

#### 已卸除的彩繪客機塗裝
- 星宇航空 X 雅詩蘭黛集團「粉紅絲帶識別」彩繪機：A330-941N（B-58302）[100]。

### 貨運
星宇航空的貨運公司為「STARLUX CARGO」，但目前尚未擁有任何的貨機，目前僅採用機腹貨艙載貨方式運輸。而由於疫情期間貨運需求與成長率大增
，星宇航空也迅速開展了貨運佈局，並在之後也將會繼續投入貨運部分。

## 風評

### Skytrax排名
| 年度 | 獎項                       | 排名    |
| ---- | -------------------------- | ------- |
| 2021 | 全球最佳航空公司           | 第99名  |
| 2022 | 全球最佳航空公司           | 第103名 |
| 2023 | 全球最佳航空公司           | 第39名  |
| 2024 | 全球最佳航空公司           | 第35名  |
| 2024 | 全球最佳航空公司頭等艙     | 第15名  |
| 2024 | 全球最佳航空公司頭等艙備品 | 第9名   |
| 2024 | 全球最佳航空公司商務艙     | 第20名  |
| 2024 | 全球最佳航空公司商務艙座椅 | 第3名   |
| 2024 | 全球最佳航空公司商務艙備品 | 第8名   |
| 2024 | 全球最佳航空公司經濟艙     | 第20名  |
| 2025 | 5星級航空公司              |         |
| 2025 | 全球卓越進步首獎           |         |
| 2025 | 全球最佳航空公司           | 第18名  |
| 2025 | 全球最佳航空公司頭等艙     | 第16名  |
| 2025 | 全球最佳航空公司商務艙     | 第7名   |
| 2025 | 全球最佳航空公司經濟艙     | 第8名   |
| 2025 | 全球最佳機上娛樂設備       | 第16名  |
| 2025 | 全球最乾淨航空公司         | 第7名   |
| 2025 | 全球最佳客艙組員           | 第9名   |

## 爭議事件

### 航班因側風和宵禁時間而嚴重延誤
2023年5月6日，執飛台北-東京之定期航班JX800在日本時間（後同）中午12時45分許準備降落時遭遇側風，2度降落失敗後申請至中部國際機場補給油料。於14點2分降落進行油料整補之後於18點20分起飛至成田國際機場在重飛1次後於19點53分降落，此時距離表定到達時間已經超過約7個小時。因接續表定13點55分的JX801返台航班受到嚴重延誤而取消，將乘客併入原訂16點10分起飛的JX803航班。但是JX802班機（即為回台之JX803機材）降落時航機指示燈顯示異常，落地後隨即進行檢查，直到18時13分才完成。同時，原訂搭乘JX801之旅客必須重新辦理登機作業、托運行李裝卸並排隊等候起飛許可，導致JX803航班之機組人員出勤時間超時不可再執勤，緊急調派台北待命之機組人員飛往東京支援，星宇董事長張國煒自述協調成田國際機場因春之嵐（日語:春の嵐）延後30分鐘宵禁關場時間至凌晨0點30分，並於23點53分許申請後推起飛，但塔台表示已過宵禁時間拒絕放行，搭機乘客返回出境大廳後因為移民官早已下班導致無法退關只能領取睡袋夜宿航廈。針對這次延誤，星宇航空表示對於搭乘JX801、JX803共計302名的旅客，來回程無償退費。並將部分旅客簽轉他航，且於清晨4點許調度一架空中巴士A321（航班號：JX1801）空機飛渡東京並載回188名乘客。另40人簽轉長榮航空BR183班機，74人簽轉同公司5月7日JX801返台。事後民航局要求星宇航空說明，以及調查星宇是否有違反法規事項。受JX803班機延誤，原訂5月6日JX002台北-洛杉磯航班，及5月7日JX001自洛杉磯-台北航班因使用該機材執飛皆延後24小時起飛。JX001受影響的乘客為262人，JX002為152人。

### 航空評論家進入駕駛艙被罰
2023年4月，追蹤人數高達300萬的航空評論網紅崔佳星获邀乘坐星宇新開之洛杉磯航線，期间他以贈書名義到駕駛艙（當時飛機正處於地面停機坪上）採訪張國煒，其航班測評發布後遭舉報至民航局。按民航局規定，航司可為乘客申請進入駕駛艙，但星宇航空並無作出相關申請，由於首次違規，則應該給予警告。對此星宇公司指出會全力配合調查，因此一行機師共四人遭到各別開罰6萬，張國煒事後在股東會上表示，崔是航空的業內人士，也不好意思當場叫他離開，主要是他誤解911後的每個國家跟地區的不同規定，但在台「違規就是違規」，他愿意接受相關處罰。

### 逼使未通過考核員工簽下「自願離職單」
2023年10月，曾入職受訓練的前空服員和地勤人員指考核沒通過，被星宇航空逼迫簽「自願離職單」；公司人員還威脅指如果不簽會留下紀錄，將影響到未來在業界應徵，因此引起應徵者不滿。

### 地勤繞過移民署自行上機
2024年4月，一名星宇航空的地勤擅自利用工權，自行進入機場禁區範圍，繞過了移民處的查驗。這名地勤當時正在休假，並自己買機票，但他為貪圖一時方便，利用機場通行證擅自走到登機門登機。事后星宇航空指這名員工已離職。

## 飛安事故
- 2024年10月31日，颱風康芮襲台期間，星宇航空一架由沖繩返台的客機（航班編號：JX871）於降落桃園機場跑道時「重落地」，機翼險擦撞跑道，機長隨即執行重飛程序，在盤旋後終成功著陸，事故無造成傷亡。[113]對此，民航局表示已要求飛機停飛進行相關檢查，駕駛員停止任務派遣。[114]

- 2025年3月3日，星宇航空一架由台北-桃園飛抵克拉克的客機（航班編號：JX789）於降落克拉克機場跑道時，機組人員在進場重飛過程中未有遵循標準操作流程，導致飛機一度高速向地面俯衝，所幸機長反手把飛機拉高，未有釀成空難。[115]對此，星宇航空開展調查，涉事正、副機師最後均自請離職。[116]

## 外部連結
- 星宇航空 （页面存档备份，存于）（繁體中文）（英文）
- 星宇小舖 （页面存档备份，存于）
- 台灣公司資料 （页面存档备份，存于）
- 星宇航空的Facebook專頁
- 星宇航空的Instagram帳戶
- YouTube上的星宇航空頻道
- 夢想動畫×視覺特效 MoonShine VFX的Facebook專頁